# Mycalesis inopia
Mycalesis inopia är en fjärilsart som beskrevs av Hans Fruhstorfer 1908. Mycalesis inopia ingår i släktet Mycalesis och familjen praktfjärilar. Inga underarter finns listade i Catalogue of Life.